# Желтухин, Константин Васильевич
Константин Васильевич Желтухин (20 мая 1870, Тульская губерния — после 1916) — генерал-майор, командующий Оренбургским казачьим дивизионом (1914), полный кавалер ордена Святой Анны (1917).

## Биография
Константин Желтухин родился 20 мая 1870 года в Тульской губернии в дворянской семье. Его отцом был генерал от инфантерии, начальник 31-й пехотной дивизии Василий Романович Желтухин (1823—1889). Константин получил общее образование в Харьковском реальном училище — в 1893 году он окончил седьмой дополнительный класс.
1 октября 1890 года Желтухин-младший «вступил в службу» в Русской императорской армии. Затем он поступил в Пажеский корпус, специальные курсы которого закончил по первому разряду. Получил звание корнета со старшинством с августа 1893 года. Стал поручиком со старшинством с августа 1897 года, а штабс-ротмистром — с августа 1901. В декабре 1905 года Константин Васильевич дослужился до ротмистра гвардии, а в июне 1910 он «был переименован» в подполковники (причём со старшинством с 1905 года). 6 декабря 1910 года стал полковником, с формулировкой «за отличие». Уже во время Первой мировой войны, в июле 1915 года, Желтухин получил чин генерал-майора за «боевые отличия» («за отличия в делах…»).
С 13 октября 1892 года Константин Желтухин состоял придворном чине камер-пажа при императрице Марии Фёдоровны. В 1893 году он был выпущен из Пажеского корпуса в Лейб-гвардии Драгунский полк. В 1896 году Желтухин принимал участие в коронации императора Николая II. С сентября 1902 года он был помощником старшего адъютанта штаба войск Гвардии и Петербургского военного округа.
В 1904—1905 годах Константин Васильевич принимал участие в Русско-японской войне: был награждён орденами. После войны, став подполковником, он получил пост казначея штаба войск Гвардии и Петербургского военного округа. Затем, в начале февраля 1911 года, он был назначен старшим адъютантом этого штаба — находился «в том же чине и должности» и марте 1914.
Желтухин принимал активное участие в боях Первой мировой войны. На 31 декабря 1914 года он командовал Оренбургского казачьим дивизионом, а с мая 1915 — 1-м Донским казачьим полком. Затем, с начала ноября, он был командиром первой бригады 15-й кавалерийской дивизии. На середину 1916 года Константин Васильевич Желтухин состоял в том же чине и должности.

## Награды
- Орден Святого Станислава 3 степени (1900)[3] — мечи (1915)
- Орден Святой Анны 3 степени с мечами и бантом (1904)
- Орден Святого Станислава 2 степени с мечами (1904)
- Орден Святой Анны 2 степени с мечами (1905)
- Орден Святого Владимира 4 степени с мечами и бантом (1905)
- Орден Святой Анны 4 степени (1907): «за храбрость»
- Орден Святого Владимира 3 степени (1912) — мечи (1914)
- Орден Святого Станислава 1 степени с мечами (1915)
- Орден Святой Анны 1 степени с мечами (1917)
- Болгарский орден Святого Александра 4 степени (1910)[3]

## Семья
Жена: Елена Владимировна Сабанина — дочь действительного статского советника.
Дети:
- Владимир (род. 1907)
- Василий (род. 1909)[3]